# Étalleville
Étalleville is een gemeente in het Franse departement Seine-Maritime (regio Normandië) en telt 403 inwoners (2004). De plaats maakt deel uit van het arrondissement Rouen.

## Geografie
De oppervlakte van Étalleville bedraagt 3,5 km², de bevolkingsdichtheid is 115,1 inwoners per km².
De onderstaande kaart toont de ligging van Étalleville met de belangrijkste infrastructuur en aangrenzende gemeenten.

## Demografie
Onderstaande figuur toont het verloop van het inwonertal (bron: INSEE-tellingen).